# Back in Your Arms
Back in Your Arms – album francuskiej piosenkarki Amandy Lear, wydany w 1998 roku.

## Ogólne informacje
Płyta zawiera wybrane hity piosenkarki z lat 70. XX wieku nagrane w nowych wersjach i z nowym wokalem, cztery piosenki z albumu Alter Ego (w tym trzy remiksy) oraz wcześniej niewydane nagranie „Just a Gigolo”.
By promować płytę, wydano na winylowych singlach 12-calowych nowe wersje „Follow Me”, „Tomorrow” oraz „Queen of Chinatown”. Album nie spotkał się z sukcesem, toteż wytwórnia Ariola Records postanowiła wznowić go pod nowym tytułem, Amanda ’98 - Follow Me Back in My Arms, oraz z nieco inną listą piosenek. Po wydaniu tej reedycji ukazały się jeszcze dwa single CD: remiks „Blood and Honey” oraz nowa wersja „I’ll Miss You”.

## Lista utworów
| 1. „These Boots Are Made for Walking” – 4:31 2. „Follow Me” – 4:09 3. „The Sphinx” – 4:41 4. „Tomorrow” – 3:40 5. „I’ll Miss You” – 4:17 6. „Enigma (Give a Bit of Mmh to Me)” – 4:24 7. „Queen of Chinatown” – 4:09 8. „Fashion Pack” – 3:40 9. „Blood and Honey” – 4:26 10. „Fabulous (Lover, Love Me)” – 4:05 11. „Muscle Man” (Piano Version) – 3:05 12. „This Man (Dali’s Song)” (Rmx) – 4:16 13. „Just a Gigolo” – 2:19 14. „Angel Love” (Club Mix) – 3:48 15. „Tomorrow” (’98 Dance Version) – 4:00 | 1. „Follow Me” (9T8 Remake) – 4:01 2. „Blood & Honey” (New Remix Version) – 3:59 3. „I’ll Miss You” (Love Version) – 3:34 4. „Never Trust a Pretty Face” – 4:45 5. „Angel Love” (Radio Mix) – 3:47 6. „Blue Tango” – 2:43 7. „Queen of Chinatown” (Opium Dense Mix) – 3:59 8. „Lili Marleen” – 4:40 9. „These Boots Are Made for Walking” (Bang! Mix) – 4:10 10. „Mother, Look What They’ve Done to Me” – 4:32 11. „Muscle Man” (Heartbeat Version) – 3:39 12. „The Lady in Black” – 3:36 13. „Gold” – 3:45 14. „Tomorrow” (’98 Radio Version) – 4:00 |

## Single z płyty
- 1998: „Follow Me”
- 1998: „Queen of Chinatown”
- 1998: „Blood and Honey” (New Remix ’98)
- 1998: „I’ll Miss You”